# چیویتلا مسر رایموندو
چیویتلا مسر رایموندو (به ایتالیایی: Civitella Messer Raimondo) یک کومونه در ایتالیا است که در استان کییتی واقع شده‌است.

## خصوصیات
چیویتلا مسر رایموندو ۱۲ کیلومترمربع مساحت و ۹۶۲ نفر جمعیت دارد و ۶۱۳ متر بالاتر از سطح دریا واقع شده‌است.